# The Killing of John Lennon
The Killing of John Lennon é um filme biográfico de 2006 sobre o planejamento de Mark Chapman para matar o músico John Lennon. Foi roteirizado e dirigido por Andrew Piddington e estrelado por Jonas Ball.

## Sinopse
O filme traça a jornada de Mark David Chapman (Jonas Ball) nos meses que antecederam o assassinato de John Lennon (Richard Sherman/Tom J. Raide), com flashbacks de sua vida anterior, enquanto ele lia o romance The Catcher in the Rye, de J. D. Salinger, e faz ligações entre isso e os motivos que o levaram a cometer o crime.

## Recepção
No agregador de críticas Rotten Tomatoes, o filme tem uma classificação de aprovação de 39% com base em 36 resenhas, com uma classificação média de 5,01/10. O consenso dos críticos do site diz: "Apesar de uma atuação comprometida do estreante Jonas Ball, The Killing of John Lennon é, em última análise, um fraco estudo de personagem". No Metacritic, o filme tem uma pontuação média ponderada de 49 em 100, com base em 10 críticos, indicando "críticas mistas ou médias".
Stephen Holden, para o The New York Times, elogiou a atuação de Jonas Ball e o aspecto "incômodo" da produção em simular uma "desorientação mental" no espectador, apesar de deixar em aberto se considerou o filme tecnicamente bem feito. Gerald Thomas, escrevendo para a Folha de S.Paulo, criticou o filme como um "culto do mal" que se perde em tentar mostrar a verdadeira motivação do assassinato, se decepcionando por pensar que "iríamos ver mais John Lennon e o interior da mente do assassino, a real motivação do crime e ter um insight sobre esse imbecil. Mas, infelizmente, isso ficou somente numa remota esperança".
Por este filme, Andrew Piddington foi indicado ao BAFTA de melhor estreia de roteirista, diretor ou produtor britânicos em 2008.